# Flebologia
La flebologia è una branca dell'angiologia, che s'interessa della fisiopatologia del sistema venoso umano.
In sintesi, attraverso l'ecocolor Doppler delle vene, del circolo venoso sia superficiale sia profondo, in concomitanza ad altre metodiche diagnostiche come la pletismografia o la flebografia, la flebologia si occupa di fornire inquadramento diagnostico e intervento terapeutico in merito alle patologie venose, in particolare ma non solo di quelle a carico degli arti inferiori; tra esse, le varici o i piccoli capillari meglio chiamati teleangectasie.
S'interessa inoltre della più grave patologia venosa, la trombosi profonda, cercando di prevenire o curare la grave complicanza di questa patologia agli arti inferiori comunemente nota come sindrome post-trombotica.